# Jofre I de Rocabertí
Jofre I de Rocabertí fou vescomte de Rocabertí entre 1138 i 1166. Era fill de Dalmau III de Rocabertí i de Toda de Claramunt o Atília d'Anglesola i germà de Berenguer Renard de Peralada, a qui succeí en el govern vescomtal. Amb Jofre, però, és quan comença del cert la genealogia dels Rocabertí.

## Biografia
Va ser vescomte de Rocabertí els mateixos anys que Ramon Berenguer IV era comte de Barcelona, al costat de qui va lluitar contra el comte Ponç Hug I d'Empúries, així el 1138 el castell de Rocabertí servia com a base militar en aquest conflicte. Temps després Jofre jurava vassallatge al comte de Rosselló per lluitar de nou contra el comte emporità per la possessió del castell de Requesens.

## Núpcies i descendència
Jofre I de Rocabertí es va casar amb Ermessenda de Vilademuls, que devia aportar al patrimoni dels Rocabertí algunes terres al voltant d'aquest poble. Van tenir dos fills:
- Dalmau IV de Rocabertí, l'hereu
- Ermessenda o Garsenda, casada amb Sanç I comte de Rosselló i la Cerdanya.